# وینتیکینکو دو مایو (میسینس)

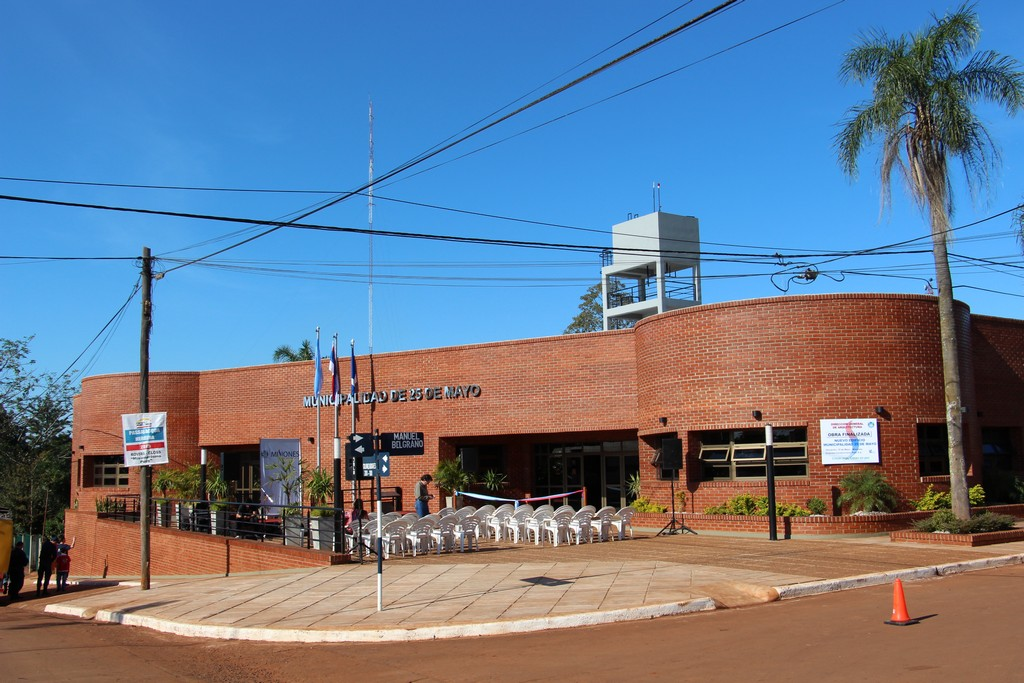
نمایی از ساختمان شهرداری در میسینس - ۲۰۱۵

وینتیکینکو دو مایو (میسینس) (به اسپانیایی: Veinticinco de Mayo (Misiones)) یک منطقهٔ مسکونی در آرژانتین است که در Veinticinco de Mayo واقع شده‌است.